# Miroslav Fokt
Miroslav Fokt (* 10. srpna 1944) je český fotograf, člen Asociace profesionálních fotografů ČR / při FEP (Federace Evropských Profesionálních fotografů). Průběžně se věnoval reklamní a krajinářské fotografii (Slovensko, později i USA). V současné době pracuje na fotodokumentaci Prahy, krajinářské a reklamní fotografii.

## Život a dílo
V minulosti byl 25 let zaměstnán jako fotograf v Muzeu hl. města Prahy, kde se zabýval fotodokumentací proměn Prahy, fotodokumentací sbírkových předmětů a Langweilova modelu Prahy. Věnoval se různorodé reklamní a propagační činnosti v Čechách a v zahraničí (katalogy, kalendáře, plakáty, výstavy). Fotografoval pro celou řadu nakladatelství a vydavatelství, agentury, podniky - v ČR např. Artia, Albatros, Odeon, Tiskárny Kolín, reklamní agentura Rapid, Art centrum, podniky Škoda, ČKD Lokomotiva, Vinařské závody, Supermarket Pronto - Meinl (Villach). Jako fotograf pracoval také na Slovensku: ČTK, Grafobal Skalica, Východoslovenské tlačiarne Prešov a Osveta Martin. Práce v USA: New York, Boston, Maine.

## Publikace - knihy
Samostatná autorská účast:
- 1977 – Pražská mincovna
- 1982 – Středověké kachle
- 1984 – Malá Fatra
- 1991 – Pražská Loreta
- 1991 – Loreto, Itálie – Ravena
- 1996 – Svědectví Langweilova modelu Prahy
- 1999 – Acadia - Bar Harbor Guide USA

Spoluúčast na publikacích - knihy
- Prager Barock – Schallaburg 1989 /Ministerstvo kultury České republiky/
- Deset pražských dnů – Academia 1990
- Heilige Zeichen /Řád maltézských rytířů – Verlag Styria 1997
- Fürstenberský palác – Velvyslanectví Polské republiky v ČR – Academia 2000
- Valdštejnský palác v Praze – Gema art 2002 /pro Senát České republiky/
- Židovské město pražské - Belle Epoque 2004
- Praha a metro – Gallery spol. s r.o. 2005 /Fotografická publikace roku/ kniha roku
- Praha 1989 – 2006 – město v pohybu – Gallery spol. s r.o. 2006
- Srdce města – Útvar rozvoje hlavního města Prahy 2008
- My jsme to nevzdali – Ústav pro výzkum totalitních režimů 2009
- Kalendáře(autorské) pro rok 2012 (Popart-ženy, Východní Slovensko, Krajina, Lovecké zátiší) 2011
- Žižkov - svéráz pavlačů a starých ulic - Tomáš Dvořák a kolektiv, Muzeum © 2012 (43 autorských fotografií)

## Samostatné výstavy
- 1976 – divadlo S. K. Neumana – „Libeň“
- 1978 – Gong Libeň – „Libeň“
- 1982 – divadlo S. K. Neumana – „Zmizelá Praha“
- 1983 – Gong Libeň – „Libeň“
- 1979 – Jilemnice „Akty“
- 1989 – Dům slovenské kultury – „Vrátná dolina“
- 1989 – Bardejov – „Listopad 1989“
- 1991 – Boston (USA) – „Krajina“
- 1991 – Muzeum hlavního města Prahy – „Langweilův model Prahy“
- 1995 – Šarišské muzeum – „Šariš“
- 1994 – Fly club Praha – „Pobřeží USA“
- 1995 - Bardejov - "Krajina - retro"
- 1997 – Rožmitál pod Třemšínem – Městská galerie – „Krajina - retro“
- 1997 – U Stréců – „Moře“
- 1998 – U Stréců – „Krajina“
- 2000 – Klub slovenské kultury a Rakouské velvyslanectví – „Krajina“